# Chaetodon unimaculatus
Chaetodon unimaculatus là một loài cá biển thuộc chi Cá bướm (phân chi Lepidochaetodon) trong họ Cá bướm. Loài này được mô tả lần đầu tiên vào năm 1787.

## Từ nguyên
Từ định danh unimaculatus được ghép bởi hai âm tiết trong tiếng Latinh: tiền tố uni ("một") và maculatus ("có đốm"), hàm ý đề cập đến đốm đen lớn ở thân trên của loài cá này.

## Phạm vi phân bố và môi trường sống
Từ quần đảo Cocos (Keeling) và đảo Giáng Sinh (Úc), phạm vi của C. unimaculatus trải dài về phía đông đến quần đảo Hawaii (Hoa Kỳ), đảo Ducie (quần đảo Pitcairn) và cả đảo Phục Sinh (Chile), ngược lên phía bắc đến vùng biển phía nam Nhật Bản, xa về phía nam đến Úc (gồm cả đảo Lord Howe) và Rapa Iti (Polynésie thuộc Pháp) nhiều cá thể lang thang cũng được bắt gặp ở quần đảo Galápagos.
Ở Việt Nam, C. unimaculatus được ghi nhận tại cù lao Chàm (Quảng Nam) và quần đảo Hoàng Sa; Phú Yên; vịnh Nha Trang (Khánh Hòa); và Ninh Thuận.
C. unimaculatus sống tập trung trên các rạn viền bờ và đầm phá, độ sâu đến ít nhất là 60 m.

## Mô tả
C. unimaculatus có chiều dài cơ thể lớn nhất được ghi nhận là 20 cm. Loài này có màu trắng với một đốm đen lớn nổi bật ở thân trên, chuyển dần sang màu vàng ở lưng. Đầu có một sọc đen từ gáy băng dọc qua mắt. Thân trước có các vệt sọc vàng. Vây lưng và vây hậu môn có màu vàng với rìa đen ở sát rìa sau (viền trắng mỏng ở ngay rìa). Cuống đuôi có vạch đen bao quanh; vây đuôi trong suốt (trắng hơn ở gốc). Vây bụng màu vàng. Vây ngực trong suốt.
Số gai ở vây lưng: 13; Số tia vây ở vây lưng: 21–23; Số gai ở vây hậu môn: 3; Số tia vây ở vây hậu môn: 18–20; Số tia vây ở vây ngực: 14–15; Số gai ở vây bụng: 1; Số tia vây ở vây bụng: 5; Số vảy đường bên: 38–47.

## Sinh thái học

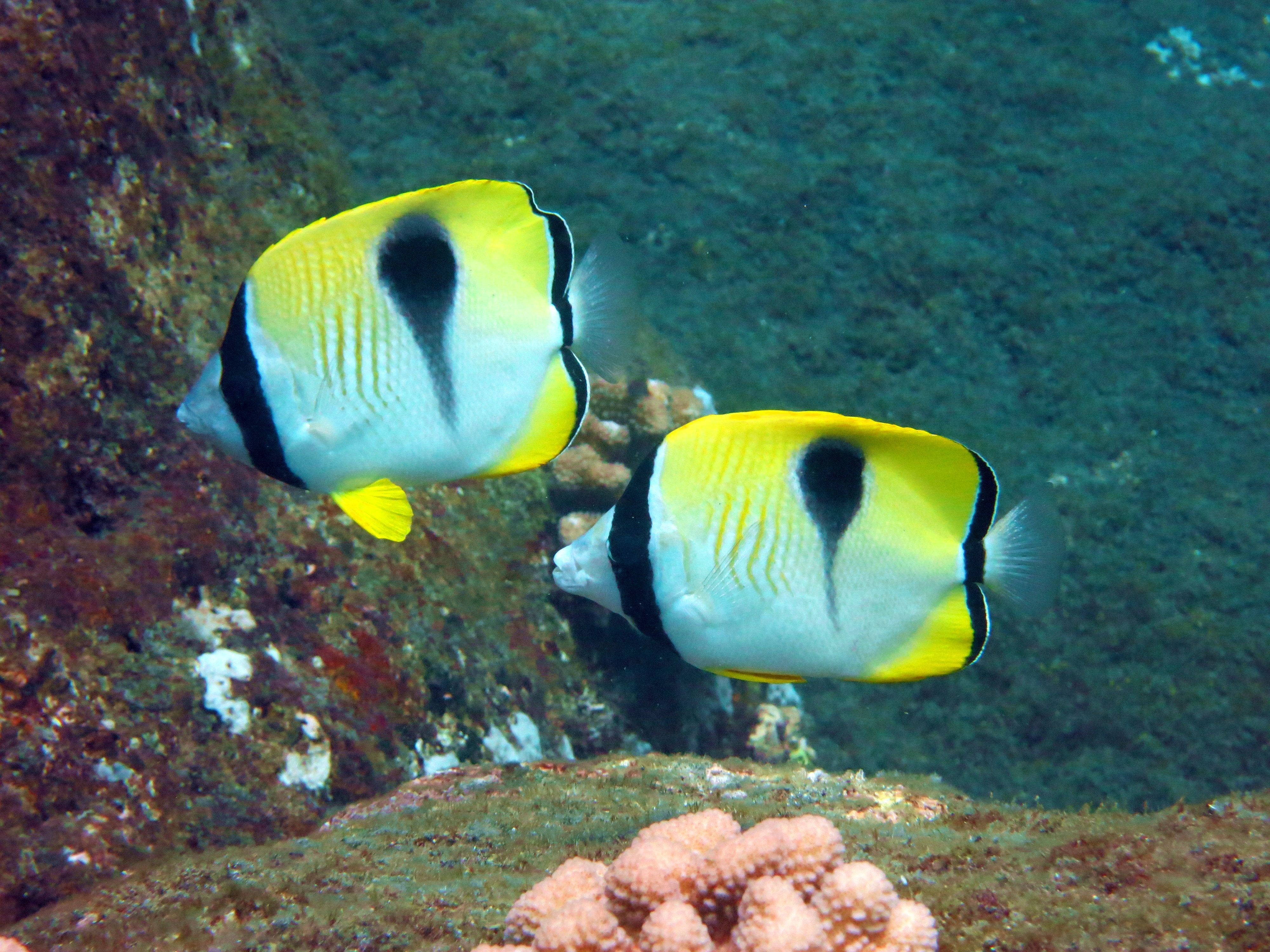
Một cặp C. unimaculatus

C. unimaculatus là loài ăn tạp, thức ăn chủ yếu của chúng là san hô, bao gồm san hô cứng (như Acropora và Montipora) và san hô mềm (Sarcophyton và Sinularia), tuy nhiên chúng cũng có thể ăn cả giun nhiều tơ, động vật phù du và tảo.
C. unimaculatus có thể sống thành đôi, đặc biệt là vào thời điểm sinh sản, hoặc hợp thành một đàn nhỏ.

## Lai tạp
Những cá thể mang kiểu màu trung gian giữa C. unimaculatus với Chaetodon kleinii, một loài chị em cùng phân chi Lepidochaetodon, đã được bắt gặp trong tự nhiên.

## Thương mại
C. unimaculatus là một loài thường được xuất khẩu trong ngành thương mại cá cảnh.